# Liste der Baudenkmäler in Haidmühle
Auf dieser Seite sind die Baudenkmäler in der niederbayerischen Gemeinde Haidmühle zusammengestellt. Diese Tabelle ist eine Teilliste der Liste der Baudenkmäler in Bayern. Grundlage ist die Bayerische Denkmalliste, die auf Basis des Bayerischen Denkmalschutzgesetzes vom 1. Oktober 1973 erstmals erstellt wurde und seither durch das Bayerische Landesamt für Denkmalpflege geführt wird. Die folgenden Angaben ersetzen nicht die rechtsverbindliche Auskunft der Denkmalschutzbehörde.
 Die Liste gibt den Fortschreibungsstand vom 7. Dezember 2018 wieder und umfasst dreizehn Baudenkmäler.

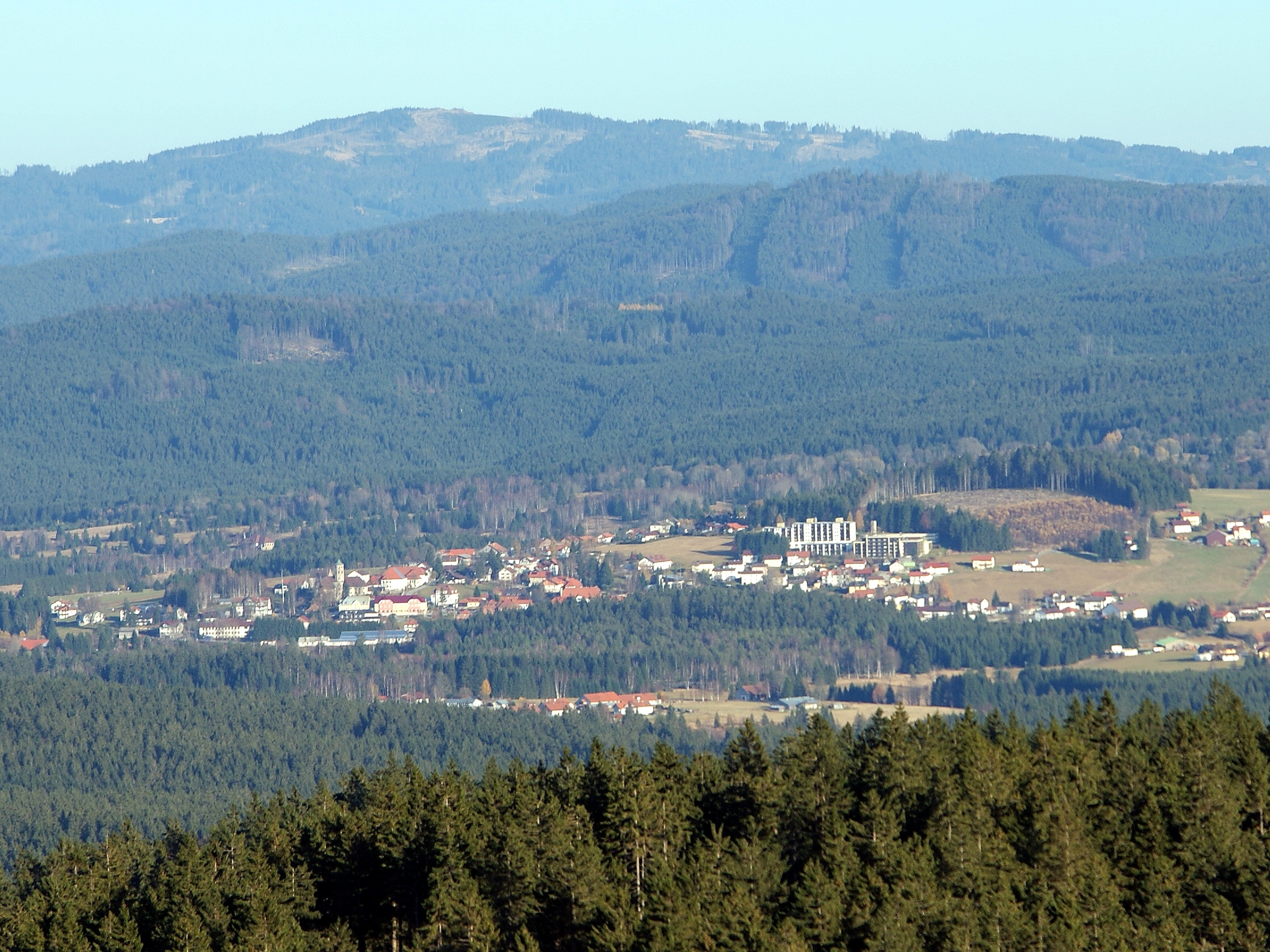
Blick auf Haidmühle

## Baudenkmäler nach Ortsteilen

### Haidmühle
| Lage                          | Objekt                                 | Beschreibung | Akten-Nr.             | Bild           |
| ----------------------------- | -------------------------------------- | --- | --------------------- | -------------- |
| Grablhangweg 54 (Standort)    | Traidkasten                            | Eingeschossiger Krüppelwalmbau, Blockbau, zum Teil verbrettert, Anfang 19. Jahrhundert; Wegkreuz, gusseisernes Kruzifix, auf Granitsockel, bezeichnet mit „1864“. | D-2-72-122-2 Wikidata | Traidkasten    |
| Kirchbergstraße 10 (Standort) | Katholische Pfarrkirche St. Maximilian | Saalkirche mit Walmdach und eingezogenem, fünfseitig geschlossenem Chor, polygonaler Flankenturm mit Spitzhelm, gefugtes Bruchsteinmauerwerk, 1926–1929 von Michael Kurz; mit Ausstattung; Kirchhofmauer, gefugtes Bruchsteinmauerwerk, zum Teil mit Holzgittereinlagen, 1920er Jahre. | D-2-72-122-1 Wikidata | weitere Bilder |
| Schulstraße 22 (Standort)     | Pfarrhaus                              | Zweigeschossiger Walmdachbau, um 1922, über Zwischenbau mit der Chorsüdseite der später errichteten Kirche verbunden; Einfriedung, gefugte Bruchsteinmauer mit Holzgittereinlagen, gleichzeitig.                                                                                       | D-2-72-122-19         | Pfarrhaus      |

### Auersbergsreut
| Lage                            | Objekt      | Beschreibung | Akten-Nr.             | Bild |
| ------------------------------- | ----------- | --- | --------------------- | ---- |
| Auersbergsreut 4 1/2 (Standort) | Waldlerhaus | Eingeschossiger Flachsatteldachbau mit Kniestock, offener Blockbau mit verschaltem Giebel, rückwärtiger Gebäudeteil aus Bruchstein, Ende 18. Jahrhundert. | D-2-72-122-3 Wikidata | BW   |
| In Auersbergsreut (Standort)    | Ortskapelle | Satteldachbau über rechteckigem Grundriss, mit Rundbogenfenstern, wohl Ende 19. Jahrhundert; mit Ausstattung.                                             | D-2-72-122-4 Wikidata | BW   |

### Bischofsreut
| Lage                      | Objekt                               | Beschreibung | Akten-Nr.             | Bild           |
| ------------------------- | ------------------------------------ | --- | --------------------- | -------------- |
| Hauptstraße 1 (Standort)  | Katholische Pfarrkirche St. Valentin | Saalkirche mit Satteldach und eingezogenem, fünfseitig geschlossenem Chor, Westturm mit Spitzhelm, neugotisch, 1870/72 von Leonhard Schmidtner; mit Ausstattung; Friedhofsmauer, Bruchstein, wohl zweite Hälfte 19. Jahrhundert. | D-2-72-122-5 Wikidata | weitere Bilder |
| Hauptstraße 10 (Standort) | Bauernhaus                           | Breitgelagerter eingeschossiger Flachsatteldachbau mit Kniestock, Erdgeschoss massiv, darüber Blockbau mit Giebelschrot, Ende 18. Jahrhundert.                                                                                   | D-2-72-122-6 Wikidata | BW             |

### Frauenberg
| Lage                     | Objekt        | Beschreibung | Akten-Nr.              | Bild |
| ------------------------ | ------------- | --- | ---------------------- | ---- |
| Frauenberg 7 (Standort)  | Wohnstallhaus | Winkelförmiger Baukörper, eingeschossiger Flachsatteldachbau, Blockbau, zum Teil Massivbau mit verfugten Hausteinquadern, Stadelanbau nach Süden, eingeschossiger Satteldachbau, Holzblockbau und Holzständerwerk, zweite Hälfte 18. Jahrhundert. | D-2-72-122-10 Wikidata | BW   |
| Frauenberg 57 (Standort) | Feldkapelle   | Verschindelter Holzbau, 19./20. Jahrhundert; mit Ausstattung. | D-2-72-122-11 Wikidata | BW   |

### Langreut
| Lage           | Objekt                 | Beschreibung                                                                              | Akten-Nr.     | Bild |
| -------------- | ---------------------- | ----------------------------------------------------------------------------------------- | ------------- | ---- |
| Langreut 44 () | Ehemaliges Waldlerhaus | eingeschossiger Blockbau mit Kniestock, Giebelschrot und flach geneigtem Satteldach, 1831 | D-2-72-122-22 |      |

### Leopoldsreut
| Lage                       | Objekt                                          | Beschreibung | Akten-Nr.              | Bild           |
| -------------------------- | ----------------------------------------------- | --- | ---------------------- | -------------- |
| Leopoldsreut 11 (Standort) | Ehemalige Schule                                | Zweigeschossiger Satteldachbau mit zweigeschossiger Auslucht nach Westen, Obergeschoss und Giebel holzverschalt, 1905.                | D-2-72-122-15 Wikidata | weitere Bilder |
| Leopoldsreut 12 (Standort) | Katholische Filialkirche St. Johann von Nepomuk | Saalkirche mit Halbwalmdach und eingezogenem Kastenchor, Dachreiter mit Pyramidendach, 1785, wiederhergestellt 1911; mit Ausstattung. | D-2-72-122-12 Wikidata | weitere Bilder |

### Marchhäuser
| Lage                                         | Objekt   | Beschreibung                                                                                    | Akten-Nr.     | Bild |
| -------------------------------------------- | -------- | ----------------------------------------------------------------------------------------------- | ------------- | ---- |
| In der Au (bei der ehemaligen Marchmühle) () | Wegkreuz | gusseisernes Kreuz, farbig gefasst, 19. Jahrhundert, auf Steinsockel, wohl noch 18. Jahrhundert | D-2-72-122-21 |      |

### Schwarzenthal
| Lage                                           | Objekt                                | Beschreibung | Akten-Nr.              | Bild |
| ---------------------------------------------- | ------------------------------------- | --- | ---------------------- | ---- |
| Schwarzenthal 1; Nähe Schwarzenthal (Standort) | Ehemaliges Herrenhaus einer Glashütte | Zweigeschossiger, komplett verschindelter Blockbau mit Schopfwalmdach, auf Bruchsteinsockel, mit eingeschossigem Satteldachflügel nach Norden, um 1820; Arma-Christi-Kreuz, Holz, farbig gefasst, unter Schutzdach, erste Hälfte 19. Jahrhundert. | D-2-72-122-13 Wikidata | BW   |

### Theresienreut
| Lage                        | Objekt      | Beschreibung | Akten-Nr.              | Bild |
| --------------------------- | ----------- | --- | ---------------------- | ---- |
| Theresienreut 17 (Standort) | Waldlerhaus | Eingeschossiger Flachsatteldachbau mit Kniestock, oberer Teil Blockbau, Erdgeschoss nachträglich ausgemauert, 1864. | D-2-72-122-14 Wikidata | BW   |

## Ehemalige Baudenkmäler
In diesem Abschnitt sind Objekte aufgeführt, die früher einmal in der Denkmalliste eingetragen waren, jetzt aber nicht mehr. Objekte, die in anderem Zusammenhang also z. B. als Teil eines Baudenkmals weiter eingetragen sind, sollen hier nicht aufgeführt werden. Aktennummern in diesem Abschnitt sind ehemalige, jetzt nicht mehr gültige Aktennummern.

| Lage                                    | Objekt          | Beschreibung | Akten-Nr.             | Bild |
| --------------------------------------- | --------------- | --- | --------------------- | ---- |
| Bischofsreut Bischofsreut 8 (Standort)  | Bauernhaus      | Erdgeschossiger verfugter Quaderbau mit Kniestock, mit verschaltem Blockbaugiebel, bezeichnet mit „1812“, später verändert. | D-2-72-122-7 Wikidata | BW   |
| Bischofsreut Bischofsreut 21 (Standort) | Bauernhaus      | Giebel- und Kniestock-Blockbau, verschaltes Vordach mit Laube, erste Hälfte 19. Jahrhundert, später verändert.              | D-2-72-122-8 Wikidata | BW   |
| Frauenberg Frauenberg 2 (Standort)      | Kleinbauernhaus | Verschindelter Blockbau, erste Hälfte 19. Jahrhundert.                                                                      | D-2-72-122-9 Wikidata | BW   |